# 5720 Halweaver
5720 Halweaver è un asteroide areosecante. Scoperto nel 1984, presenta un'orbita caratterizzata da un semiasse maggiore pari a 2,2927254 UA e da un'eccentricità di 0,3075724, inclinata di 23,47948° rispetto all'eclittica.